# Huta Baringin (Siabu)
Huta Baringin is een bestuurslaag in het regentschap Mandailing Natal van de provincie Noord-Sumatra, Indonesië. Huta Baringin telt 895 inwoners (volkstelling 2010).